# 도야마현 선거구
도야마현 선거구(일본어: 富山県選挙区)는 일본의 참의원 선거구이다.

## 선거구 정보
| 지역      | 도야마현 전역          |
| 의원 정수 | 2명 (개선 정수 1명)    |
| 유권자 수 | 875,736명 (2022년 9월) |

## 역대 의원
| 홀수회                         | 홀수회        | 짝수회        | 짝수회                       |
| 의원                           | 선거          | 선거          | 의원                         |
| ------------------------------ | ------------- | ------------- | ---------------------------- |
| 이시자카 도요카즈 (일본자유당) | 1947년 제1회  | 1947년 제1회  | 오가와 히사요시 (국민협동당) |
| 이시자카 도요카즈 (일본자유당) |               | 1950년 제2회  | 오야마 사부로 (무소속)       |
| 이시자카 도요카즈 (일본자유당) |               | 1951년 보궐   | 다치 데쓰지 (무소속)         |
| 이시자카 도요카즈 (자유당)     | 1953년 제3회  |               | 다치 데쓰지 (무소속)         |
| 이시자카 도요카즈 (자유당)     |               | 1956년 제4회  | 다치 데쓰지 (자유민주당)     |
| 사쿠라이 시로 (자유민주당)     | 1959년 제5회  |               | 다치 데쓰지 (자유민주당)     |
| 사쿠라이 시로 (자유민주당)     |               | 1962년 제6회  | 다치 데쓰지 (자유민주당)     |
| 사쿠라이 시로 (자유민주당)     | 1965년 제7회  |               | 다치 데쓰지 (자유민주당)     |
| 사쿠라이 시로 (자유민주당)     |               | 1968년 제8회  | 스기하라 가즈오 (일본사회당) |
| 다치바나 나오지 (자유민주당)   | 1971년 제9회  |               | 스기하라 가즈오 (일본사회당) |
| 다치바나 나오지 (자유민주당)   |               | 1974년 제10회 | 요시다 미노루 (자유민주당)   |
| 다카히라 기미토모 (자유민주당) | 1977년 제11회 |               | 요시다 미노루 (자유민주당)   |
| 다카히라 기미토모 (자유민주당) |               | 1980년 제12회 | 요시다 미노루 (자유민주당)   |
| 다카히라 기미토모 (자유민주당) |               | 1982년 보궐   | 오키 소토 (자유민주당)       |
| 다카히라 기미토모 (자유민주당) | 1983년 제13회 |               | 오키 소토 (자유민주당)       |
| 다카히라 기미토모 (자유민주당) |               | 1986년 제14회 | 나가타 요시오 (자유민주당)   |
| 가쿠마 야스마사 (자유민주당)   | 1989년 제15회 |               | 나가타 요시오 (자유민주당)   |
| 가쿠마 야스마사 (자유민주당)   |               | 1992년 제16회 | 나가타 요시오 (자유민주당)   |
| 가쿠마 야스마사 (자유민주당)   | 1995년 제17회 |               | 나가타 요시오 (자유민주당)   |
| 가쿠마 야스마사 (자유민주당)   |               | 1998년 제18회 | 나가타 요시오 (자유민주당)   |
| 가쿠마 야스마사 (자유민주당)   |               | 1998년 승계   | 다니바야시 마사아키 (민주당) |
| 노가미 고타로 (자유민주당)     | 2001년 제19회 |               | 다니바야시 마사아키 (민주당) |
| 노가미 고타로 (자유민주당)     |               | 2004년 제20회 | 가와이 쓰네노리 (자유민주당) |
| 모리타 다카시 (무소속)         | 2007년 제21회 |               | 가와이 쓰네노리 (자유민주당) |
| 모리타 다카시 (무소속)         |               | 2010년 제22회 | 노가미 고타로 (자유민주당)   |
| 도코 시게루 (자유민주당)       | 2013년 제23회 |               | 노가미 고타로 (자유민주당)   |
| 도코 시게루 (자유민주당)       |               | 2016년 제24회 | 노가미 고타로 (자유민주당)   |
| 도코 시게루 (자유민주당)       | 2019년 제25회 |               | 노가미 고타로 (자유민주당)   |
| 도코 시게루 (자유민주당)       |               | 2022년 제26회 | 노가미 고타로 (자유민주당)   |

## 최근 선거 결과

### 2016년 (제24회)
|  | 69.24% |

|  | 27.41% |

|  | 3.35% |

### 2019년 (제25회)
|  | 66.73% |

|  | 33.27% |

### 2022년 (제26회)
|  | 68.77% |

|  | 9.80% |

|  | 9.25% |

|  | 6.01% |

|  | 4.76% |

|  | 1.41% |

## 같이 보기
- 도야마현 제1구
- 도야마현 제2구
- 도야마현 제3구